# Halium (logiciel)
Halium est un projet de une bibliothèque logicielle libre, dans le but de rendre compatible des appareils fonctionnant sous Androïd, avec des systèmes d'exploitation mobiles tiers. L'idée est de proposer un socle commun de logiciel pour adapter des systèmes alternatifs sur le plus grand nombre d'appareils mobiles. Il est fourni sous différentes licences logicielles.

## Histoire
Le projet a été initié par une forme d'alliance des équipes de développeurs de différents projets libres, parmi lesquels : Sailfish OS (Jolla), Ubuntu Touch (UBPorts), LuneOS, et quelques participants du projet KDE. Leur objectif est d'éviter au maximum la fragmentation de développements logiciels alternatifs, à destination des appareils mobiles.
En 2023, la communauté UBPorts précise être à l'origine de 90% des développements d'Halium.

## Fonctionnalités
Le projet permet notamment d'adapter ou améliorer :
- le noyau Linux (kernel)
- la couche d'adaptation matérielle Linux (Android Hardware Layer)
- les capteurs (sensors)
- caméra
- Rild
- libhybris
- modules Android HAL comme Audioflingerglue et droidmedia
- le système de base et les scripts
- le GPS (AGPS de Mozilla)
- PulseAudio
- les codecs médias
- oFono

Projets utilisant Halium
- Ubuntu Touch[5]
- Nemo Mobile[6]